# Adenanthos pungens
Adenanthos pungens (Spiky Adenanthos) là một loài thực vật có hoa trong họ Quắn hoa. Loài này được Meisn. miêu tả khoa học đầu tiên năm 1845. Nó là loài đặc hữu nằm ở phía tây nam của Tây Úc.